# Oberwittighausen
Oberwittighausen ist ein Ortsteil der Gemeinde Wittighausen im Main-Tauber-Kreis in Baden-Württemberg.

## Geographie

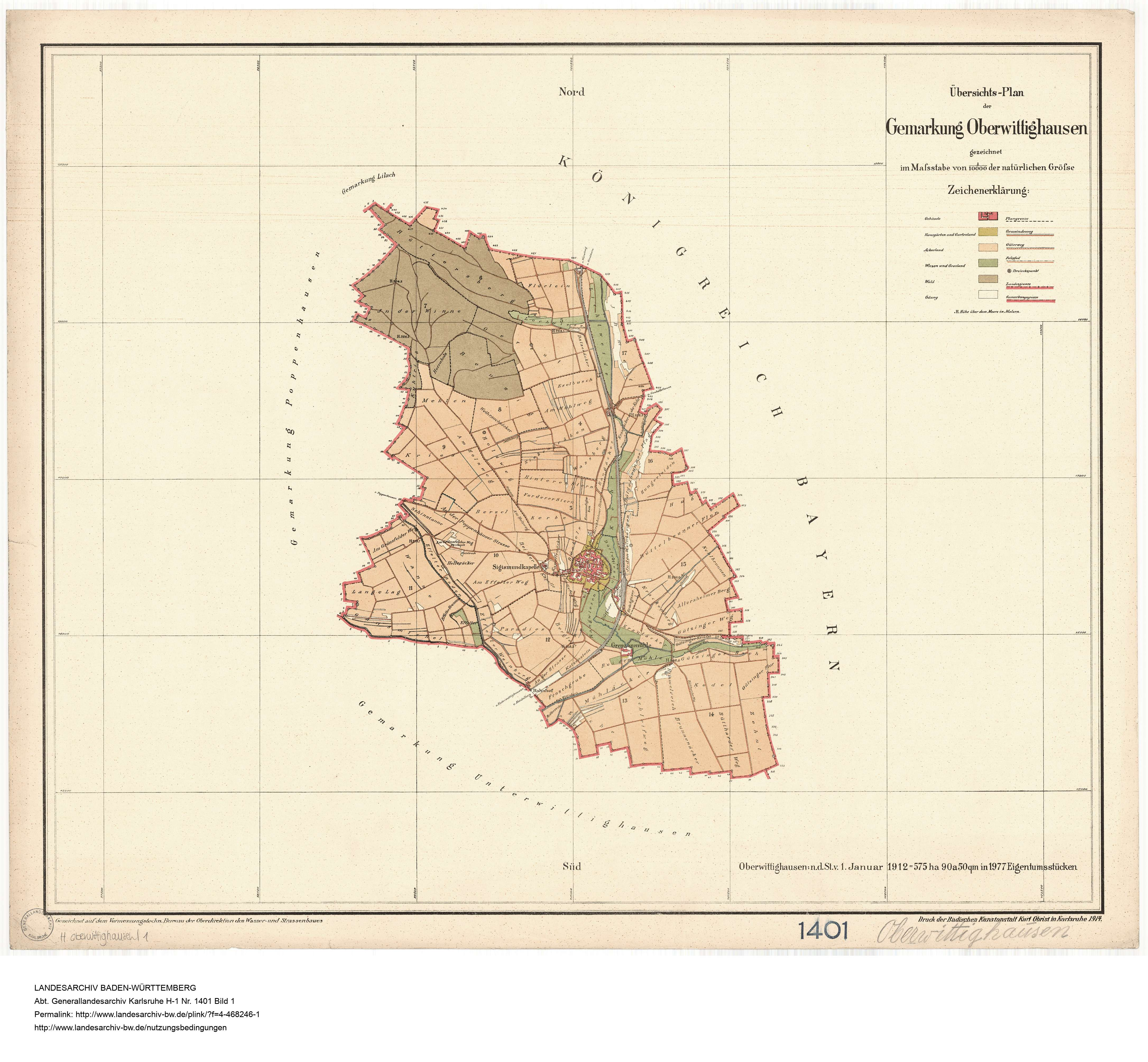
Gemarkung von Oberwittighausen, 1914

Oberwittighausen liegt an der Grenze zu Bayern auf einer Höhe von 250 m ü. NHN. Die Ortsgemarkung umschließt eine Fläche von 574 ha. Zur ehemaligen Gemeinde Oberwittighausen gehören das Dorf Oberwittighausen (⊙) und die Wohnplätze Haltestelle Gaubüttelbrunn (⊙), Grenzenmühle (⊙) und Ihmet (⊙).

## Geschichte
Der Ort Oberwittighausen wurde im Jahre 1060 erstmals urkundlich erwähnt. 1131 wurde es Wittigehusen genannt, 1243 erstmals „Wittingenhusen superior“ (Oberwittighausen) im Gegensatz zu „Inferior Witegehusen“ (Unterwittighausen). Die Gemeinde Wittighausen wurde am 1. September 1971 im Zuge der Verwaltungsreform durch Vereinigung der beiden damals selbständigen Gemeinden Oberwittighausen und Unterwittighausen gebildet.

### Einwohnerentwicklung
Entwicklung der Oberwittighäuser Bevölkerung
| Jahr | Bevölkerung |
| ---- | ----------- |
| 1961 | 394         |
| 1970 | 365         |
| 2016 | 206         |
| 2021 | 200         |

Quellen: Gemeindeverzeichnis und Angaben der Gemeinde Wittighausen

## Kultur und Sehenswürdigkeiten

### Bauwerke und Baudenkmale

#### Kirche St. Ägidius
Die Ägidiuskirche befindet sich im Ort.

#### St.-Sigismund-Kapelle
Ebenfalls sehenswert ist die romanische Kapelle St. Sigismund.